# Lucette Destouches
Lucette Destouches, nombre de nacimiento de Lucie Almansor (París, 20 de julio de 1912-Meudon, Francia, 8 de noviembre de 2019), fue una cantante y bailarina francesa.

## Biografía
Hija de Gabrielle Donas y Joseph Almansor. Fue esposa del escritor Louis-Ferdinand Destouches más conocido como Louis-Ferdinand Céline.
Inició su andadura en el danza clásica en 1936 cuando la descubrió Céline en la escuela de danza de Pigalle. En 1939 tras mostrar Céline su fuerte antisemitismo ambos tuvieron que exiliarse al finalizar la Segunda Guerra Mundial. Regresaron años más tarde a Meudon (Francia).
Se casó en 1943. Tras el fallecimiento de su marido, Lucie Almansor dedicó sus años restantes a defender la memoria de su marido así como a preservar su legado, entre las acciones llevadas a cabo prohibió la reedición de los panfletos antisemitas, dirigiendo sus esfuerzos a la reedición de antiguas obras. Sin embargo en 2017 las polémicas publicaciones vieron la luz tras las protestas generadas por asociaciones judías que se oponían al proyecto de mejora de la memoria de Céline que Lucette había emprendido.
A pesar de ver su carrera como bailarina truncada, continuó dando clases de danza.
La bailarina francesa falleció de muerte natural el 8 de noviembre de 2019, a los 107 años.